# Вестерлі (Род-Айленд)
Вестерлі (англ. Westerly) — місто на південно-західному узбережжі округу Вашингтон, штат Род-Айленд, Сполучені Штати, вперше заселене англійськими колоністами в 1661 році та включене як муніципалітет у 1669 році. Це прибережна громада на південному березі штату з населенням 23 359 осіб. за переписом 2020 року.
Річка Покатук протікає на західному кордоні Вестерлі і колись була відома своїми видами західного лосося, три з яких є на офіційній печатці міста. Річка тече від 15 миль (24 км) углиб країни, впадаючи в затоку Літтл Наррагансетт. Він також служить кордоном між Вестерлі та Покатаком, штат Коннектикут. Три великі соляні ставки розташовані вздовж узбережжя Вестерлі, які служать неглибокими рифоподібними басейнами, зовнішні стінки яких утворюють довгі білі пляжі, якими славиться місто. Із заходу на схід ці ставки — ставок Машауг, ставок Віннапауг і ставок Куонохонтауг.
Область Вестерлі була відома своєю гранітною та каменерізною промисловістю, яка добувала унікальний камінь, відомий як граніт Вестерлі. Цей рожевий граніт ідеально підходить для скульптур і використовувався в численних урядових будівлях кількох штатів на східному узбережжі.
Вестерлі стає популярним туристичним напрямком у літні місяці, коли населення майже подвоюється. Його добре відомі пляжі включають Weekapaug Beach, Westerly Town Beach, Misquamicut State Beach, East Beach і Watch Hill Beach.

## Історія
Сьогодні основними галузями промисловості Вестерлі є текстильна промисловість і туризм, але історично місто було відоме своїм гранітом, який видобувають у Бредфорді та Поттер-Хілл.
Вестерлі було названо на честь розташування поселення відповідно до географії Род-Айленда, будучи найзахіднішим містом у колонії Род-Айленд і Плантації Провіденс. Англійське село було домом старійшини Джона Крендалла (бл. 1612-1676), одного з батьків-засновників Вестерлі. Крендалл оселився у Вестерлі в 1661 році, і рання історія Вестерлі містить багато згадок про нього та його синів.
Чотири тролейбусні лінії Groton and Stonington Street Railway, Norwich and Westerly Railway, Pawtucket Valley Street Railway та Ashaway and Westerly Railway сходилися у Вестерлі та ділилися колією між залізничною станцією та площею Діксон Хаус у центрі міста. Лінії були побудовані в 1890-1900-х роках і діяли до 1920-х років.
Лікар, генерал Американської революції та суддя Верховного суду Род-Айленду доктор Джошуа Бебкок народився у Вестерлі. Губернатор штату Род-Айленд і головний суддя Семюель Уорд також жив тут багато років.

## Тропічні циклони
Через своє розташування Вестерлі вразливий до тропічних штормів і ураганів. У 1938, 1944 і 1954 роках Вестерлі був спустошений кількома великими ураганами. У 2012 році ураган Сенді залишив пляжі вздовж західного узбережжя спустошеними та майже невпізнанними, включно з Місквамікатом. Губернатор Род-Айленда Лінкольн Чейфі заявив, що Misquamicut був «нашим Нью-Джерсі», маючи на увазі суму збитків, отриманих у штаті Нью-Джерсі. У 2021 році тропічний шторм «Анрі» обрушився на Вестерлі, спричинивши значні збитки та перебої з електроенергією.

## Географія
За даними Бюро перепису населення США, загальна площа міста становить 74,8 квадратних миль (193,8 км2), з яких 30,1 квадратних миль (77,9 км2) займає суша, а 44,7 квадратних миль (115,8 км2) — 59,78% ) це вода. Бюро включає Вестерлі в агломерацію RI-MA Providence (визначається на рівні округу), але в CT-RI Norwich-New London NECTA (визначається на муніципальному рівні).

## Геологія
Вестерлі розташований на вершині льодовикової морени, серії невеликих пагорбів уламків, залишених відступаючими льодовиками в останній льодовиковий період. Незайманий зразок морени охоплює заповідник площею 140 акрів (0,57 км2), який назавжди належить тресту Вестерлі Ленд. У межах довірчої землі є рідкісні котловинні утворення, які простягаються під море до острова Блок.

## Клімат
Західний має вологий субтропічний клімат (Köppen Cfa), який визначається як середньомісячна температура від 0°C (32°F) до 18°C (64,4°F) у найхолодніший місяць і щонайменше 22°C (71,6°F). ) у найтепліший місяць. Щорічно у Вестерлі триває довгий теплий/жаркий сезон із квітня до середини листопада, а також прохолодний/холодний сезон із кінця листопада до березня. У Вестерлі в середньому 2300 годин сонячного світла на рік (більше, ніж у середньому в США), і отримує близько 1087 мм (42 дюймів) опадів на рік.

## Села
Вестерлі складається з кількох невеликих сіл. Даунтаун Вестерлі на річці Покатук є муніципальним центром району, зі старим міським поштовим відділенням, бібліотекою, YMCA, залізничною станцією, колишнім поліцейським штабом (теперішній штаб розташований на Airport Road), гранітними будівлями та Wilcox Park.
Інші села включають Ейвондейл з античними будинками в колоніальному стилі та королеви Анни; Бредфорд, з власним поштовим відділенням і поштовим індексом; Кути Данна; Mastuxet; Місквамікат, пляжна спільнота з невеликою кількістю нічних клубів і кількома готелями; Поттер-Хілл, де розташований міський ліс; Шелтер Харбор; Watch Hill, з пляжами та дачами; Weekapaug; Біла скеля; і Віннапауг з громадськими полями для гольфу.
Місто проводить ряд щорічних подій, таких як Pawcatuck River Duck Race у квітні, Virtu Art Festival у травні, Shakespeare in the Park and Summer Pops (організовані Chorus of Westerly) у червні та Riverglow у липні. Останніми роками заходи Торгової палати Вестерлі-Паукатука привернули багато відвідувачів, зокрема показ фільмів на пляжі на великому екрані в липні та серпні, жовтневий парад до Дня Колумба у Вестерлі та кілька пляжних заходів. Крім того, Контрольна рада ветеранів Вестерлі-Паукатук проводить два найстаріших паради в Сполучених Штатах. Парад до Дня пам’яті започаткований у 1867 році в травні в День пам’яті, а Парад до Дня ветеранів розпочався в 1917 році в листопаді в суботу тижня, присвяченого Дню ветеранів.
Колишня гранітодобувна та каменерізна промисловість має історичне значення. Його кар’єри виробляли блакитний граніт, на додаток до рожевого та червоного. Компанія Smith Granite Company наймала багатьох майстрів, що гранітували, і була одним із головних роботодавців міста, доки кар’єри не припинили роботу в 1950-х роках. Сотні прикладів їхньої роботи можна побачити на полях битв у Геттісбурзі та на міських площах, муніципальних будівлях, кладовищах по всій території Сполучених Штатів і навіть у Капітолії штату Джорджія.
Компанія Guild Guitar була заснована в 1952 році Альфредом Дронджем у Нью-Йорку. Вони перенесли виробництво в Вестерлі в 1966 році і продовжували виготовляти свої добре поважані гітари з архтопом, акустику та твердий корпус до 2001 року, коли їх придбала компанія Fender Musical Instruments, а виробництво було перенесено в Корону, Каліфорнія.

## Демографія

### Перепис 2010
Згідно з переписом 2010 року, у місті мешкало 22 787 осіб у 9666 домогосподарствах у складі 6077 родин. Було 12320 помешкань
Расовий склад населення:
| - 92,9 % — білих - 2,5 % — азіатів - 1,0 % — чорних або афроамериканців - 0,7 % — корінних американців |

До двох чи більше рас належало 2,0 %. Частка іспаномовних становила 2,9 % від усіх жителів.
За віковим діапазоном населення розподілялося таким чином: 21,0 % — особи молодші 18 років, 60,4 % — особи у віці 18—64 років, 18,6 % — особи у віці 65 років та старші. Медіана віку мешканця становила 44,3 року. На 100 осіб жіночої статі у місті припадало 91,9 чоловіків; на 100 жінок у віці від 18 років та старших — 89,3 чоловіків також старших 18 років.
Середній дохід на одне домашнє господарство становив 84 911 долар США (медіана — 63 507), а середній дохід на одну сім'ю — 102 862 долари (медіана — 82 180). Медіана доходів становила 55 208 доларів для чоловіків та 46 517 доларів для жінок. За межею бідності перебувало 10,7 % осіб, у тому числі 18,8 % дітей у віці до 18 років та 7,2 % осіб у віці 65 років та старших.
Цивільне працевлаштоване населення становило 11 341 особа. Основні галузі зайнятості: освіта, охорона здоров'я та соціальна допомога — 24,3 %, мистецтво, розваги та відпочинок — 17,7 %, виробництво — 11,9 %, роздрібна торгівля — 10,8 %.

### Перепис 2000
За даними перепису 2000 року
на території муніципалітету мешкало 22 866 людей, було 7 346 садиб.
Густота населення становила 427,5 осіб/км². З 7 346 садиб у 28,7 % проживали діти до 18 років, подружніх пар, що мешкали разом, було 48,4 %,
садиб, у яких господиня не мала чоловіка — 11,1 %, садиб без сім'ї — 36,6 %.
Власники 13,5 % садиб мали вік, що перевищував 65 років, а в 30,6 % садиб принаймні одна людина була старшою за 65 років. Кількість людей у середньому на садибу становила 2,36, а в середньому на родину 2,97.
Середній річний дохід на садибу становив 42 860 доларів США, а на родину — 53 130 доларів США. Чоловіки мали дохід 37 213 доларів, жінки — 26 096 доларів. Дохід на душу населення був 23 180 доларів. Приблизно 4,3 % родин та 6,8 % населення жили за межею бідності.
Медіанний вік населення становив 39 років. На кожних 100 жінок віком понад 18 років припадало 88,3 чоловіків.

## Транспорт
Аеропорт Вестерлі Стейт пропонує послуги однієї комерційної авіакомпанії. Amtrak пропонує рейси між Вашингтоном, округ Колумбія, і Бостоном, зупиняючись на станції Вестерлі поблизу центру міста. Саму станцію закрили в жовтні 2016 року, але пасажири все ще можуть здійснювати посадку та висадку на платформі. Крім того, були пропозиції щодо CTrail розширити службу Shore Line East на схід до станції Westerly.
У Вестерлі є американський маршрут 1 і державні маршрути 1A, 3 і 91. Маршрут 78 об’їжджає центр міста Вестерлі та закінчується біля аеропорту Вестерлі з трьома розв’язками в Род-Айленді; інша кінцева точка знаходиться в Стонінгтоні, штат Коннектикут. Міждержавна автомагістраль 95 розташована приблизно за 5 миль, до неї можна дістатися по трасі 2 Коннектикуту та по трасі 3 Род-Айленда.